# Gubalagutte, Madhugiri
Gubalagutte là một làng thuộc tehsil Madhugiri, huyện Tumkur, bang Karnataka, Ấn Độ.